# Nasika
Het Nasika (nasëku enessükü) is een kunsttaal, die behoort tot de fictieve familie der Noord-Slavische talen. De taal is ontwikkeld van een vroeg stadium van het Oerslavisch, onderging invloeden van het Gotisch en de Baltische talen, en stond later ook onder sterke Fins-Oegrische invloed. Zoals ook het geval is voor natuurlijke talen, kent het Nasika verschillende stadia. Zo stond het Klassiek Nasika onder invloed van de Zweedse cultuur en is de moderne taal het werk van negentiende-eeuwse taalkundigen en puristen. Een andere overeenkomst met natuurlijke talen is dat het Nasika diverse uitgewerkte dialecten kent: het Sedigords, het Karelisch, het Ladogisch en het Onegisch.
Evenals een groot aantal andere kunsttalen maakt het Nasika deel uit van de alternatieve geschiedenis Ill Bethisad, waar het wordt gesproken in de fictieve staat Nasina (Nasëku Eesemirü), die een terrein omspant dat samenvalt met Oost-Finland en Karelië.
Het Nasika werd gemaakt door de Tsjech Jan Havliš.
Voorbeeld (het Onze Vader):
Otënasü
Otë naso senü Neppesöösüänä, ta sëvënis imenö tene.
Ta pirittes rezä tene.
Ta ses vola tene, akaa änäneppesää ite änäzemii.
Kileppä naso sätteke ta tottës nam tinusaa.
I ta ötüpüsetis nam tulëkku naso, akaa i mi ötüpüsetivime tulëzinikomu naso.
I ta nevüvettes no vunapatta nu ta izëppavis no otunëpirazano.
Pervü sene rezä ite uumisëvo ite salva tene vekää. Takaa vusëtito.